# دله الی
دله الی (انگلیسی: Dele Alli؛ زادهٔ ۱۱ آوریل ۱۹۹۶) یک بازیکن فوتبال اهل انگلستان است که برای باشگاه اورتون بازی می‌کند.
دله الی در ۱۱ سالگی به تیم جوانان میلتون کینز دونز پیوست و پنج سال بعد به تیم اول آن ملحق شد. او الگوی ورزشی خود را استیون جرارد، بازیکن سابق لیورپول اعلام کرده‌است. در اوت ۲۰۱۵، آلی اولین بازی خود را برای تاتنهام در اولدترافورد مقابل منچستریونایتد در لیگ برتر انجام داد. دو هفته بعد، او اولین گل خود را برای باشگاه در تساوی ۱-۱ مقابل لسترسیتی به ثمر رساند. او در اولین فصل حضورش در تاتنهام در ۴۶ بازی ۱۰ گل به ثمر رساند.

## افتخارات
میلتون کینز دونز
- لیگ یک فوتبال انگلستان نائب‌قهرمان:

۱۵–۲۰۱۴